# Дзержави
Дзержави (пол. Dzierżawy) — село в Польщі, у гміні Вартковиці Поддембицького повіту Лодзинського воєводства.
Населення — 169 осіб (2011).
У 1975-1998 роках село належало до Серадзького воєводства.

## Демографія
Демографічна структура станом на 31 березня 2011 року:
|          | Загалом | Допрацездатний вік | Працездатний вік | Постпрацездатний вік |
| -------- | ------- | ------------------ | ---------------- | -------------------- |
| Чоловіки | 94      | 17                 | 60               | 17                   |
| Жінки    | 75      | 11                 | 40               | 24                   |
| Разом    | 169     | 28                 | 100              | 41                   |